# 2 Dywizja Dragonów

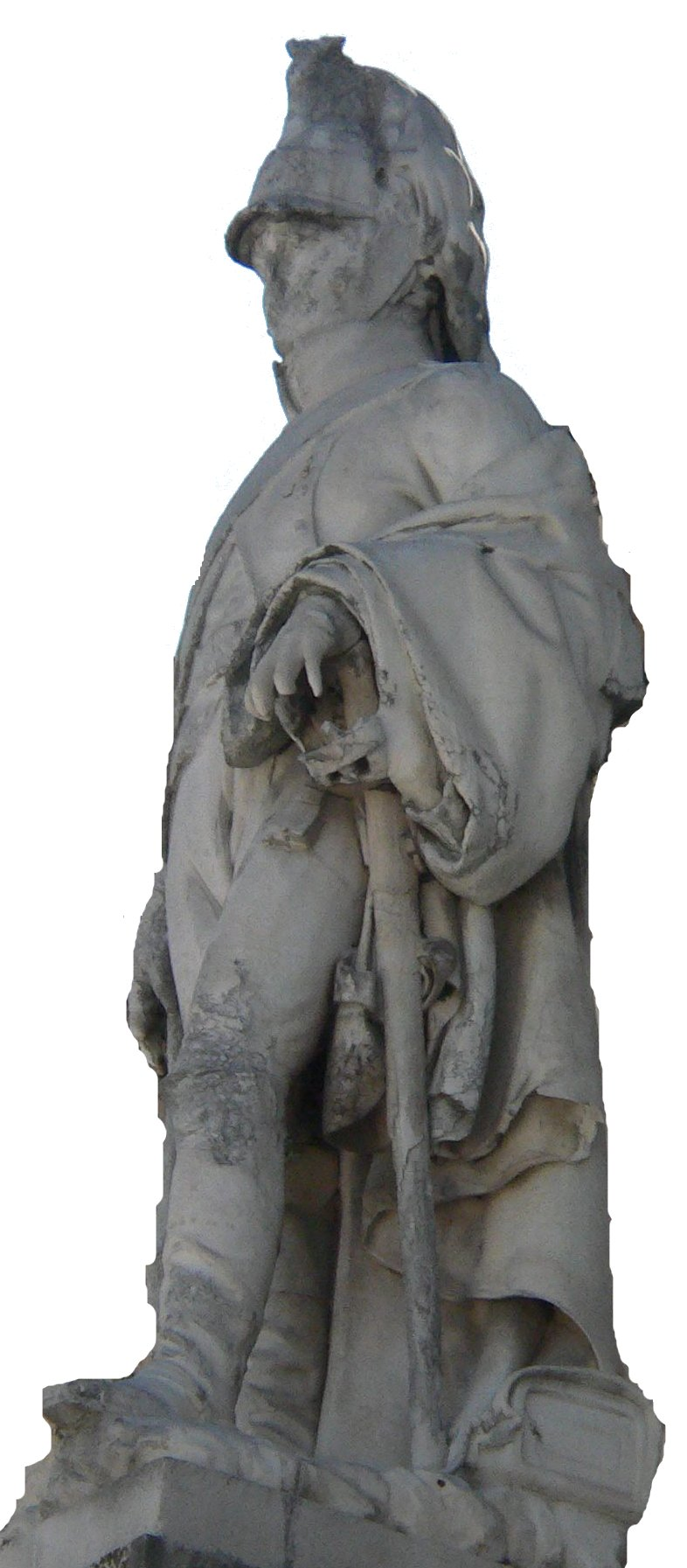
Pomnik dragona w Paryżu

2 Dywizja Dragonów – jedna z dywizji w strukturze organizacyjnej Wielkiej Armii I Cesarstwa Francuskiego. Brała udział w wojnach napoleońskich, m.in. w bitwie pod Austerlitz (1805) jako przydzielona do V Korpusu z rezerwy kawalerii.
Jej dowódcą był gen. dyw. Walther.

## Skład w bitwie pod Austerlitz
- Brygada gen. bryg. Sébastianiego
  - 3 Pułk Dragonów
    - 1 szwadron
    - 2 szwadron
    - 3 szwadron

  - 6 Pułk Dragonów
    - 1 szwadron
    - 2 szwadron
    - 3 szwadron
- Brygada gen. bryg. Rogeta
  - 10 Pułk Dragonów
    - 1 szwadron
    - 2 szwadron
    - 3 szwadron

  - 11 Pułk Dragonów
    - 1 szwadron
    - 2 szwadron
    - 3 szwadron
- Brygada gen. bryg. Boussarta
  - 13 Pułk Dragonów
    - 1 szwadron
    - 2 szwadron
    - 3 szwadron

  - 22 Pułk Dragonów
    - 1 szwadron
    - 2 szwadron
    - 3 szwadron